# 谢俊康
谢俊康（Shia Chun Kang，1996年9月27日—），馬來西亞男子羽毛球運動員。

## 簡歷
2018年4月，谢俊康出戰奧爾良羽毛球大師賽，與陈蔚元合作拿得男子雙打比賽亞軍。
2019年6月起，謝俊康與老將陳文宏搭檔參加國際賽，他們參加的前四場國際賽最佳成績為止步八強。9月，兩人在珀斯國際賽擊敗台灣選手李佳豪/劉韋奇後奪冠。

## 主要比賽成績
只列出曾進入準決賽的國際賽事成績：
| 年份   | 賽事                     | 公開賽級別 | 項目     | 拍檔   | 成績   |
| 2014年 | 奧克蘭羽毛球國際賽       | 國際系列賽 | 男子雙打 | 陳家豪 | 準決賽 |
| 2017年 | 馬來西亞羽毛球國際挑戰賽 | 國際挑戰賽 | 男子雙打 | 陈蔚元 | 亞軍   |
| 2018年 | 奧爾良羽毛球大師賽       | 超級100賽  | 男子雙打 | 陈蔚元 | 亞軍   |
| 2019年 | 珀斯羽毛球國際賽         | 未來系列賽 | 男子雙打 | 陳文宏 | 冠軍   |
| 2019年 | 南澳洲羽毛球國際賽       | 國際挑戰賽 | 男子雙打 | 陈文宏 | 亞軍   |
| 2019年 | 杜拜羽毛球國際挑戰賽     | 國際挑戰賽 | 男子雙打 | 陈文宏 | 亞軍   |

| 2007-2017年 | 首要超級賽 | 超級賽 | 黃金大獎賽 | 大獎賽 | 國際挑戰賽 | 國際系列賽 | 未來系列賽 | 其他 |

| 2018-2026年 | 總決賽 | 超級1000賽 | 超級750賽 | 超級500賽 | 超級300賽 | 超級100賽 | 國際挑戰賽 | 國際系列賽 | 未來系列賽 | 其他 |